# Gundheim
Gundheim település Németországban, Rajna-vidék-Pfalz tartományban. Lakosainak száma 979 fő (2023. december 31.).

## Népesség
A település népességének változása:
| Lakosok száma | 821  | 886  | 906  | 943  | 957  | 979  |
|               | 1975 | 2017 | 2019 | 2021 | 2022 | 2023 |